# Valencians
Els valencians constitueixen una nacionalitat històrica que viu predominantment al País Valencià.

## Història
El Regne de València naix el 1239, quan després de la conquesta de València, Jaume I el Conqueridor estableix un codi legal (els Furs del Regne de València) per a un territori que queda delimitat en aquell mateix text.
En un primer moment, la documentació parlamentària i jurídica del naixent regne es refereix als seus pobladors amb expressions com "habitants del Regne de València", tot evitant utilitzar un gentilici concret per a referir-se al conjunt de la població. En el moment immediatament posterior al naixement del regne, hi havia viva una consciència de catalanitat i aragonesitat entre els senyors del Regne de València, tanmateix era estrany que els valencians assumiren que eren «aragonesos», en contraposició amb la freqüència que s'utilitza el terme «catalans», en un context de tensions entre la corona i els senyors aragonesos, ja que els segons volien aplicar el fur aragonés als seus territoris, i després entre la corona i les ciutats i viles reials, les quals eren partidàries d'aplicar el Fur valencià a tot el Regne. No seria fins a la fi del conflicte foral (1330) que no apareixerien els primers casos que hui es coneixen de l'ús del gentilici valencià aplicat als habitants de tot el regne. A partir de la dècada de 1350 es consolida el gentilici valencià, ja que es produeix un augment considerable dels documents que fan ús del terme, consolidant la identitat valenciana des d'aleshores. Tot i això la pertinença al Regne de València era compartida pels valencians amb la pertineça comuna amb la resta de territoris de la Corona d'Aragó, la nació medieval estava al terreny de la consciència, per això era possible l'existència de més d'un sentiment nacional, donant-se a la Corona d'Aragó sentiments nacionals col·lectius i particulars.

## Definició del concepte i abast territorial
El gentilici valencians ha creat ambigüetats històriques entre els habitants de València i els del País Valencià, de vegades anomenats regnícols a l'època medieval, que han augmentat la confusió amb la creació d'una província amb seu a València.
Pel que fa al principal ús del gentilici respecte al País Valencià hui en dia és d'un abast geogràfic, és a dir, inclou tot aquell qui està empadronat al País Valencià, essencialment sinònim de ciutadà valencià. Tanmateix, esta definició no té en compte els valencians que viuen fora del país; aquests poden apuntar-se als anomenats centres valencians a l'exterior, que depenen de la Generalitat Valenciana. Segons la web del programa de Canal Nou Valencians pel món, hi ha vora 56.000 valencians que viuen fora de l'estat espanyol.
En l'article tercer, l'Estatut d'Autonomia de la Comunitat Valenciana estableix que "gaudixen de la condició política de valencians tots els ciutadans espanyols que tinguen o adquirisquen el veïnatge administratiu [...a...] la Comunitat Valenciana...", i en els punts 2 i 3 ho fa extensible als qui ho hagen fet i ara viuen fora de la comunitat; al punt 5, fan extensible els drets i deures als europeus que no hagen adquirit la nacionalitat espanyola però sí el veïnatge, però implica que no tenen la condició de valencians. L'any 2004, hi havia 5.084.502 empadronats al País Valencià, dels quals 900.000 no són ciutadans espanyols, amb la qual cosa l'estatut adjudica la condició política de valencià a poc més de quatre milions de persones.
Tanmateix, el mateix estatut diu que els valencians són una nacionalitat històrica, amb la qual cosa s'entén que existeix una definició segons la qual la nacionalitat valenciana té unes bases històriques que la diferencien d'altres nacionalitats històriques, i que aquestes bases es troben en la seua concepció: la creació del Regne de València.
Un ús més restringit i minoritari n'és l'etnolingüístic, que fa referència als catalanoparlants provinents del País Valencià, és a dir, aquells que parlen la varietat valenciana de la llengua, que eren 1.966.239 persones el 2004. És un ús polèmic, que apareix en alguns assajos nacionalistes del segle xx, el més significant del qual era Joan Fuster, que afirmà en Nosaltres, els valencians que "Els valencians-catalans no troben la manera de conciliar uns elements —aragonesos, castellans, murcians— que li són estranys...". Esta definició tenia suport fins i tot per personatges que després se'n desvincularien, com Miquel Adlert, que, tanmateix, més tard, suggeriria que la identitat valenciana s'expressa en dues llengües, el valencià i el castellà. La catalanitat dels valencians va ser també una de les causes que expliquen el conflicte civil que patiren els valencians durant la Transició política, anomenat Batalla de València.
Les dues comunitats principals d'estrangers a principis del segle XXI són els del Regne Unit (17% en 2007) i els de Romania (13% en 2007), i en el cas britànic, arriben a igualar o superar la població autòctona en alguns municipis. En conseqüència, el valencià i el castellà ja conviuen amb l'anglés i altres llengües en molts indrets de la costa i el sud del país, tot i que est moviment demogràfic és massa recent per assegurar si aquestes comunitats es quedaran i si adoptaran el valencià o el castellà a més llarg termini.

## Catalanitat dels valencians
Segons la Gran Enciclopèdia Catalana, els catalans són "un poble, de llengua catalana, desenvolupat als Països Catalans". Açò reflecteix una línia de pensament acadèmic i polític, el pancatalanisme, segons la qual els valencians són també catalans en virtut de ser catalanoparlants i per la històrica repoblació catalana del país.
Des de la creació del Regne de València fins aproximadament la dècada del 1330, no hi ha constància d'un gentilici comú per als habitadors del territori. Això implicaria, d'una banda, una consciència clara de catalanitat i aragonesitat entre els diferents estats feudals, mentre que als nuclis urbans s'estaria desenvolupant una identitat pròpia.
L'ús del gentilici català aplicat als valencians va existir, però s'aplicava a l'exterior, sent la denominació valencià allò habitual entre els valencians. El 1325, Ramon Muntaner escrigué que "són vers catalans e parlen del bell catalanesc del món", parlant dels habitants de l'Horta de Múrcia i el sud del País Valencià de parla catalana. El valencià sant Vicent Ferrer fou descrit com de la "nostra nació" pels consellers de Barcelona, el 1456, igual que la família Borja, també originària de València, tant pels seus contemporanis italians com per ells mateixos. Al poeta Ausiàs March se'l va definir com a "cavaller valencià de nació català". Finalment, el 1766, el bisbe de Barcelona Josep Climent i Avinent digué que "Casi todos los valencianos somos catalanes en el origen, y con una corta diferencia son unas mismas las costumbres y una misma la lengua".
Tanmateix, el sentiment privatiu d'un poble valencià separat ja del poble català (i aragonés) originari es consolida durant el segle xiv, especialment arran de la Guerra de la Unió.
Com s'ha dit adés, la versió actual de l'Estatut d'Autonomia declara que els valencians són una nacionalitat històrica. Siga com siga, amb 4.874.811 d'habitants, representen un 35,6% de la població total dels territoris de parla catalana.

## Demografia
La població valenciana es concentra tradicionalment a les zones d'horta i de costa, i a prop dels rius importants com ara el Xúquer, el Túria, el Segura, el Vinalopó, i als ports marítims.
Les poblacions històricament importants des de temps romans són Sagunt i Dénia; després es farien importants les ciutats de València, Alacant, Xàtiva, Oriola, Elx, Gandia, i Vila-real; al segle xx, arran de la immigració i la indústria, Alzira i Castelló de la Plana han crescut.
La densitat de població és més alta a la zona central i sud que al nord o a l'interior, gràcies a la repoblació en terres de cultiu duta a terme després de la conquesta cristiana. La demografia fou també afectada per la revolució industrial, que donà importància i prosperitat a Alcoi, Elda, Ontinyent, Petrer, Villena, i la Vall d'Uixó.
A la segona meitat del segle XX ha augmentat la concentració costanera i a les ciutats, amb un increment notable de la població i extensió de les zones metropolitanes de València i Alacant. Ciutats com Torrent, Mislata, Paterna, Burjassot, Sant Vicent del Raspeig, Dénia, Torrevella i Benidorm han crescut enormement.

## Genètica
La genètica dels valencians, de mitjana, suposa: menys d'un 15% de genètica d'origen sefardí i un 13% d'origen de poblacions nord-africanes.
Els valencians són el grup humà que més es diferencia de la resta de grups humans per comunitat autònoma de l'estat espanyol després dels extremenys. La causa d'açò es troba en la major herència genètica procedent de les poblacions del nord d'Àfrica, que consisteix en un 13% de la genètica mitjana dels valencians enfront del 10,6% d'Espanya.

## Cultura

### Símbols
A causa de la història i de les vicissituds compartides al llarg de molts segles, una gran part dels símbols tradicionals dels valencians coincideixen amb els d'Aragó, Catalunya i les Illes Balears. El símbol valencià més antic és el penó de la conquesta de València que data del 1238, any de la conquesta de la ciutat de València. Aquest penó, al seu torn, prové de l'escut de la corona d'Aragó, que segons la llegenda, data del segle ix. Des del primer moment, el Regne de València comparteix aquest símbol amb els altres territoris de la corona d'Aragó.
La bandera del País Valencià, inspirada en el penó de la conquesta, que duu, a més de les barres daurades i roges de la senyera reial, la corona reial sobre fons blau, és a hores d'ara l'única legal i vigent arreu del país; tanmateix, tant al nord de Sagunt com a les comarques al sud de Gandia, és molt habitual veure la senyera sense blau, penjada de molts balcons durant festes.

### Religió
Els valencians són majoritàriament catòlics (70%). Aquest fet transcendeix fins a la conquesta, quan el rebuig als musulmans (encara avui en dia anomenats "moros" per molts valencians) i professar el cristianisme eren una part important de ser valencià. Aquest eix identitari produí grans convulsions entre els moriscs, musulmans que romanien després de la conquesta, i els nous pobladors cristians, un fet que conduiria al segle xvii a l'expulsió dels moriscs i a l'expulsió dels jueus.
El sant patró dels valencians és sant Vicent Ferrer i la patrona, la Mare de Déu dels Desemparats.

### Tradicions
Molts valencians senten fortament el costum i el folklore, que inclou cants tradicionals, com les albades, les dansaes, l'ús de la dolçaina i tabalet, els gegants i cabets, els moros i cristians i les festes del foc. Les festes en general són, com també ho són per als territoris veïns, un element cabdal en el sentiment valencià: a sovint hom diu que el valencià és molt "fester". Entre les festes destaquen les de moros i cristians en nombroses localitats, i en destaquen Alcoi i La Vila Joiosa, el Misteri d'Elx i a les capitals les festes de la Magdalena de Castelló de la Plana, les Falles de València i les Fogueres d'Alacant. També destaquen les romeries com la de les canyes a Castelló, abans de la setmana festera i la de la Santa Faç a Alacant. A més, altres festes més generals tenen característiques pròpies al País Valencià com la benedicció de Sant Antoni als animals al mes de gener, la Setmana Santa amb processons, en què destaquen Oriola, Crevillent, Alacant, i els barris marítims de València, i el dia del Corpus Christi, que se celebra a la ciutat de València amb la desfilada de la moma. Per últim, i amb un caràcter polític, cal destacar la processó de la reial senyera el 9 d'octubre de cada any.

### Llengua

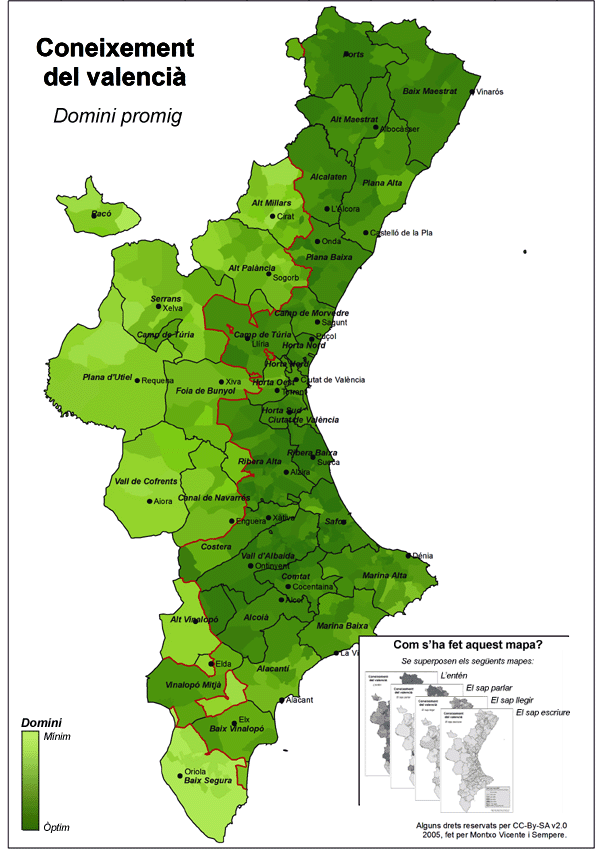
Mitjana de domini del valencià ([//upload.wikimedia.org/wikipedia/commons/2/24/Coneixement_del_valenci%C3%A0_%28domini_promig%29-Cens_del_2001.png amplia])

Des del segle xiii, els valencians han parlat valencià. Esdevenen un dels motors de la producció literària d'aquesta llengua, especialment a partir del segle xv (segle d'or valencià). És important ressenyar que el segle d'or valencià ho és també de tota la literatura catalana i és durant aquest període que es produirien les obres més importants i característiques del català.
Des d'aleshores, el valencià és, i ha sigut, per a molts valencians el símbol més important de valencianitat, i és abanderat amb gran orgull pel poble valencià tant en el dia a dia com en els actes més simbòlics com ara les diades i les festes.
El valencià ha produït i regalat, als altres catalanoparlants, un ampli ventall d'expressions i paraules, l'ús de les quals és habitualment relacionat amb ser valencià, com ara la interjecció xe (semblant a l'ebrenc "xeic" i que és un dels sobrenoms del València CF), la caiguda de la d intervocàlica en mots com "mascletaes", l'ús intensiu de diminutius, especialment amb un sentit familiar i afectuós, com ara "xicotet", "xicoriutiu" i "antiu", un ric vocabulari agrícola i culinari com ara espencat, mullaor, dacsa, "gambes de muntanya", etc.
Siga com siga, avui en dia els habitants del País Valencià parlen el valencià menys i menys, si bé resisteix fortament en algunes zones. El darrer sondeig de 2005 revela que prop del 37% dels enquestats del predomini valencià afirma fer-lo servir preferentment, mentre que el 1995 el percentatge era del 50%.
Si emprem l'accepció oficial i majoritària -que els valencians són els que són o han sigut empadronats al País Valencià-, les llengües principals dels valencians són el català (en la seua modalitat valenciana) i l'espanyol (vegeu castellà del País Valencià). Les llengües oficials emprades per les institucions valencianes són el valencià i el castellà. Són també les llengües en les quals els ciutadans valencians tenen dret de dirigir-se als estaments públics, de tal manera que aquestes dues tenen la consideració de llengües pròpies en tot el territori valencià. Tanmateix, hi ha comunitats importants al país que disposen de la ciutadania, però parlen habitualment l'anglès, l'alemany i el francès, entre d'altres.

### Gastronomia
La paella és possiblement l'àpat valencià més conegut i ben estimat; però també són típics del país les coques, els pastissets, l'arròs al forn, l'all-i-pebre, l'arròs amb crosta, el suquet de peix, el mullador, la pericana i l'espencat, la botifarra, l'orxata i la mistela, la mona, els bunyols i els fartons, l'all-i-oli i la picada, entre molts altres.

## Valencians fora del País Valencià

### Valencians a Espanya
Hi ha comunitats de valencians establertes arreu del país. Una de les més històriques es troba a la comarca del Carxe, a la regió de Múrcia, i té l'origen en la immigració de valencians de la veïna comarca del Vinalopó Mitjà a la darreria del segle xix. Avui en dia hi ha 697 habitants censats al Carxe que parlen valencià.
Però sens dubte, dins de l'Estat Espanyol, el territori que més valencians ha concentrat fora de les fronteres valencianes des que es tenen registres estadístics ha sigut Catalunya, on actualment viuen 61.959 (segons dades provisionals del padró del 2017 de l'INE). I és que des de final del segle xix Catalunya ha estat una de les destinacions principals per als emigrants del País Valencià, de manera que el nombre de valencians censats, que al 1920 era de 91.211 persones, al 1930 assolia el màxim de tot el segle amb 126.165 persones (de les quals més de 88 mil vivien només a la ciutat de Barcelona). Al 1970 la població encara es mantenia amb 109.636 persones. Avui en dia, però, per l'efecte de la mortalitat i les migracions de retorn, esta xifra s'ha reduït gairebé a la meitat del que representaven al 1930, encara que és molt possible que el seu nombre estiga sotregistrat com ha demostrat un estudi.
Les següents autonomies en importància que concentren presència valenciana són (segons dades de l'INE del 2015): Madrid amb 44.133 empadronats valencians, Andalusia amb 32.746, Múrcia amb 25.825 i Castella la Manxa amb 24.388.

### Valencians a la resta del món
Un grup significant de valencians anaren a viure a Algèria al segle xix, on esdevingueren, junt amb els menorquins, més del 50% dels anomenats pied-noirs o colons europeus d'Algèria. Després de la Guera de la Independència, la majoria d'aquests tornaren al país o es traslladaren a França.
L'any 2011 vivien més de setanta mil valencians a l'estranger (concretament 79.254), on hi han 52 centres o casals valencians. Segons el Padró d'Espanyols Residents a l'Estranger (PERE) de l'INE de l'any 2011 la seua distribució era la següent: Amèrica 30.221 (Argentina 9.865); Europa 45.999 (França 19.932, Alemanya 7.454, Suïssa 6.682 i Regne Unit 4.315); Àfrica 1.099, Àsia 1.199 i Oceania 614. El 96% dels valencians a l'estranger es repartien entre Europa, amb un 61%, i Amèrica, amb un 35%. Ara bé, segons les dades de l'últim PERE de l'any 2017, el nombre de valencians inscrits al PERE han augmentat augmentat força, fins a arribar als 127.662. No obstant això, s'ha de tindre en compte que molt d'estos valencians són descendents de valencians (alguns dels quals exiliats), que van nàixer a l'estranger, ja que el PERE distingeix entre els nascuts dins del territori nacional o a l'estranger. D'esta manera, i segons les dades oficials de l'any 2015, el nombre de valencians que estaven inscrits en la Comunitat Valenciana era de 110.052, dels quals només 39.658 havien nascut dins les fronteres valencianes, és a dir, un 36% del total.

## Valencians il·lustres

### Escriptors i artistes
Entre els escriptors valencians més coneguts, n'hi ha de cabdal importància en la literatura catalana, com Ausiàs March, Joanot Martorell, Isabel de Villena i Jaume Roig; guardonats del Premi d'Honor de les Lletres Catalanes com Joan Fuster, Manuel Sanchis i Guarner, Vicent Andrés Estellés, Joan Francesc Mira i Enric Valor (aquests dos darrers, també Creus de Sant Jordi); Creus de Sant Jordi com Isabel Clara Simó; en castellà, Vicent Blasco Ibáñez, Guillem de Castro, Azorín i Miguel Hernández; i d'altres de rellevància com Josep Bernat i Baldoví, Vicent Querol, Toni Cucarella i Ferran Torrent.
Entre els artistes valencians destacats, hi ha els pintors històrics com Jacomart, Josep de Ribera ("lo Spagnoletto") i Vicent Masip; com també els pintors Joaquim Sorolla, Josep Benlliure i Alonso Sánchez. Cal esmentar també l'escultor Mariano Benlliure.

### Esportistes
Entre els esportistes valencians, figuren pilotaires com el Nel de Murla, Quart, Juliet d'Alginet, Rovellet i Genovés I, que destaquen per estar a la Galeria d'honor del trinquet de Pelayo. Un altre pilotari reeixit és Álvaro Navarro. Entre els futbolistes, han eixit gent com Antonio Puchades, Pep Claramunt o Ricardo Arias. També hi ha tennistes com David Ferrer i Juan Carlos Ferrero; motociclistes com Ricardo Tormo i Jorge Martínez, "Aspar"; i ciclistes com Ángel Casero.

### Músics
En l'àmbit musical, cal parlar dels cantautors Raimon, Ovidi Montllor i Paco Muñoz; i en l'actualitat, d'Obrint Pas i La Gossa Sorda, grups de rock, i Pau Alabajos, Òscar Briz i Feliu Ventura, cantautors. Pel que fa a la guitarra clàssica, Francesc Tàrrega fou el primer concertista d'aquest instrument de la seva època, a més d'un gran compositor. En castellà, cal destacar Nino Bravo i Concha Piquer. A més, el gran compositor Vicent Martín i Soler i la compositora, musicòloga i investigadora de música antiga Matilde Salvador.

### Religiosos
Entre els valencians il·lustres de caràcter religiós, figuren els papes Alexandre VI i Calixt III, Bonifaci Ferrer, autor de la Bíblia Valenciana, i els sants Francesc de Borja, Joan de Ribera, sant Vicent Ferrer, patró dels valencians.

### Filòsofs
Entre els valencians filòsofs, destaca Joan Lluís Vives.

### Polítics
Entre els polítics valencians més destacats, hi ha Vicent Blasco Ibáñez, ideòleg del blasquisme o Mónica Oltra Jarque, portaveu de Coalició Compromís. Entre els presidents de la Generalitat Valenciana han destacat Eduardo Zaplana, que seria ministre de Treball o Francesc Camps. Entre els alcaldes, han tingut especial visibilitat dos alcaldes de la capital: Rita Barberá Nolla i Ricard Pérez Casado.

### Militars
Entre els militars valencians a destacar, figuren el general Basset, cap dels maulets; i Vicent Peris, capità dels agermanats, així com Vicent Rojo Lluch.